# Fuchsenbigl
Fuchsenbigl ist eine Ortschaft und eine Katastralgemeinde der Gemeinde Haringsee im Bezirk Gänserndorf in Niederösterreich.

## Geografie
Das Dorf liegt westlich von Haringsee und besteht weiters aus den Häusergruppen Versuchsstationen Fuchsenbigl und Zuckerforschungsinstitut. Durch den Ort führt die Landesstraße L3008, in die hier die L3009 einmündet.

## Geschichte
Laut Adressbuch von Österreich waren im Jahr 1938 in der Ortsgemeinde Fuchsenbigl zwei Gastwirte, ein Gemischtwarenhändler, zwei Milchversorger, zwei Schuster, eine Stechviehhändler, ein Wasenmeister und mehrere Landwirte ansässig. Zudem gibt das die Land- und forstwirtschaftliche Betriebs-GmbH als Versuchsstation.
1964 wurde bei Fuchsenbigl die Weltmeisterschaft im Pflügen ausgetragen, die erste in Österreich.

## Ethnographie
Der Ort ist Teil der kroatischen Sprachinsel im Marchfeld.